# Reto Hollenstein
Pour les articles homonymes, voir Hollenstein.
Reto Hollenstein, né le 22 août 1985 à Frauenfeld, est un coureur cycliste suisse, membre de l'équipe Israel-Premier Tech.

## Biographie
Reto Hollenstein devient coureur professionnel en 2009 en intégrant l'équipe continentale professionnelle autrichienne Vorarlberg-Corratec.
En 2012, il rejoint l'équipe allemande NetApp. Il dispute avec elle le Tour d'Italie, son premier grand tour. L'année suivante, il est recruté par la nouvelle équipe suisse IAM. En 2014, il participe pour la première fois au Tour de France.
Il commence sa saison 2016 par une 21e place sur le GP La Marseillaise. Il enchaîne par le Tour de la Communauté valencienne, 9e du contre-la-montre inaugural et 14e du classement général final. Sur le Tour d'Andalousie, il réalise deux tops 10 d'étape et se classe 11e du contre-la-montre, concluant l'épreuve à la 15e place du général. Il se distingue lors de l'exercice chronométré de Tirreno-Adriatico, 11e de l'étape. En mai, 3e du prologue du Tour de Belgique, il est seulement devancé par son coéquipier Dries Devenyns au classement général. Le 22 juin, c'est Fabian Cancellara qui le prive d'un titre de champion national de contre-la-montre. Il est retenu pour participer au Tour de France où Jarlinson Pantano remporte une étape, terminant également deuxième de la 17e et de la 20e étape, remportées respectivement par Ilnur Zakarin et Ion Izagirre. Au sortir du Tour, il termine 9e de l'Arctic Race of Norway où IAM place trois coureurs dans le top 10 avec Stef Clement (2e) et Martin Elmiger (4e). Il conclut sa saison aux championnats du monde ayant lieu au Qatar, prenant part au contre-la-montre (9e) et à la course en ligne (abandon).
Son équipe disparaissant à l'issue de la saison 2016, Hollenstein s'engage pour un contrat d'un an, en 2017, avec Katusha-Alpecin, une autre équipe World Tour. Viatcheslav Ekimov, manager de la structure russe, souligne la polyvalence de Hollenstein, ses qualités pouvant être exploitées sur différents profils de courses, les classiques, les grands tours ou des courses de moindre envergure. C'est sur l'une d'elles qu'il étrenne pour la première fois ses nouvelles couleurs, 9e de l'Étoile de Bessèges où son coéquipier Mads Würtz Schmidt monte sur le podium (3e). Aligné sur le Tour de Suisse en juin, il voit son coéquipier Simon Spilak s'y imposer.
En 2020, il est sélectionné pour représenter son pays aux championnats d'Europe de cyclisme sur route organisés à Plouay dans le Morbihan. Il abandonne lors de la course en ligne.
En juin 2022, Hollestein, cas contact, doit renoncer à prendre le départ de la sixième étape du Tour de Suisse à la suite d'un test positif au SARS-CoV-2 de son coéquipier Sebastian Berwick.

## Palmarès
- 2009
  - 3e du Tour du Burgenland
- 2011
  - 2e de Ljubljana-Zagreb
  - 3e du Tour de Haute-Autriche
- 2013
  - 3e du championnat de Suisse du contre-la-montre
- 2015
  - 2e du championnat de Suisse du contre-la-montre
- 2016
  - 2e du championnat de Suisse du contre-la-montre
  - 2e du Tour de Belgique
  - 9e du championnat du monde du contre-la-montre
- 2019
  - 3e du championnat de Suisse du contre-la-montre

## Résultats sur les grands tours

### Tour de France
5 participations
- 2014 : non-partant (17e étape)
- 2015 : 75e
- 2016 : 97e
- 2017 : 150e
- 2021 : 136e

### Tour d'Italie
3 participations
- 2012 : abandon (13e étape)
- 2019 : 94e
- 2022 : 129e

### Tour d'Espagne
2 participations
- 2018 : 55e
- 2020 : 72e

## Classements mondiaux
| Année                                 | 2009 | 2010 | 2011 | 2012  | 2013 | 2014 | 2015 | 2016 | 2017 | 2018  | 2019  | 2020  | 2021  | 2022  | 2023  |
| ------------------------------------- | ---- | ---- | ---- | ----- | ---- | ---- | ---- | ---- | ---- | ----- | ----- | ----- | ----- | ----- | ----- |
| UCI World Tour                        |      |      |      |       |      |      | nc   | nc   | 290e | 220e  |       |       |       |       |       |
| Classement mondial                    |      |      |      |       |      |      |      | 186e | 767e | 849e  | 1118e | 1984e | 1740e | 1749e | 2129e |
| UCI Europe Tour                       | 968e | 700e | 248e | 1205e | 488e | 898e |      | 134e | 665e | 1595e | 790e  | 1448e | 1198e | 1146e | nc    |
| UCI Asia Tour                         | nc   | nc   | 236e | nc    | nc   | nc   |      | 143e | 506e | 614e  |       |       |       |       |       |
|                                       |      |      |      |       |      |      |      |      |      |       |       |       |       |       |       |
| Légende : nc = non classéSource : UCI |      |      |      |       |      |      |      |      |      |       |       |       |       |       |       |